# Talau
Talau, na mitologia grega, foi um argonauta e um dos reis de Argos. Existem duas versões sobre seus pais: ele pode ser filho de Polibo (rei de Sicião) e Tiro, ou filho de Bias e Pero. Ele foi o pai de Adrasto, entre outros.